# Kemal Mourjan
Kemal Mourjan, född  9 maj 1948, är en tunisisk politiker.
1977–1996 arbetade Mourjan för FN:s flyktingkommissariat, de sista två åren som direktor för Afrikaregionen. I oktober 1996 utsågs han till Tunisiens FN-ambassadör. 1999 gav Kofi Annan honom i uppgift att bygga upp FN:s fredsbevarande styrkor i Kongo-Kinshasa. 2001 tvingades Mourjan lämna Kongo av familjeskäl och tillträdde istället tjänsten som FN:s biträdande flyktingkommissarie.
Den 17 augusti 2005 utnämndes Mourjan till Tunisiens försvarsminister, en post han upprätthöll till den 14 januari 2010 då han istället blev landets utrikesminister. Sedan Ben Alis regim störtats genom jasminrevolutionen kom Mourjan att ingå i den övergångsregering som presenterades den 17 januari 2011. Massiva protester tvingade dock premiärminister Mohamed Ghannouchi till en regeringsombildning redan tio dagar senare, vid vilken Mourjan och de andra ministrarna från det gamla regeringspartiet Konstitutionell demokratisk samling fick sparken.
Sedan det sistnämnda partiet i mars upplösts genom domstolsbeslut bildade man ett nytt parti, Initiativet den 1 april 2011 med Mourjan som partiledare. Partiet erövrade 2,3 % av rösterna i valet den 23 oktober 2011 och Mourjan fick ett av Initiativets fem mandat i konstitutionsrådet.